# 55 Hudson Yards
55 Hudson Yards, kallas även 55HY, 1 Hudson Boulevard och One Hudson Yards, är en skyskrapa som ligger inom byggnadskomplexet Hudson Yards på Manhattan i New York, New York i USA.
Byggnaden uppfördes mellan 2015 och 2018 som en fastighet för kontorsverksamhet. Den är 237,4 meter hög och har 51 våningar.